# Cyphomyia indica
Cyphomyia indica är en tvåvingeart som beskrevs av Enrico Adelelmo Brunetti 1920. Cyphomyia indica ingår i släktet Cyphomyia och familjen vapenflugor. Inga underarter finns listade i Catalogue of Life.